# Psammotettix inexpectatus
Psammotettix inexpectatus är en insektsart som beskrevs av Adolf Remane 1965. Psammotettix inexpectatus ingår i släktet Psammotettix och familjen dvärgstritar. Inga underarter finns listade i Catalogue of Life.